# Dichagyris despecta
Dichagyris despecta är en fjärilsart som beskrevs av Corti och Max Wilhelm Karl Draudt 1933. Dichagyris despecta ingår i släktet Dichagyris och familjen nattflyn. Inga underarter finns listade i Catalogue of Life.